# Кургальский заказник
Ку́ргальский зака́зник — государственный природный комплексный заказник. Расположен на территории Кингисеппского района Ленинградской области, в 45 км северо-западнее города Кингисепп.

## Описание
Виды заказника
Территория заказника включает в себя материковую (Кургальский полуостров) и островную части (острова и акваторию Финского залива, Нарвского залива, Лужской губы). Площадь заказника составляет 60 000 га, в том числе акватория Финского залива — 38 400 га, акватории озёр — 848 га. Целью заказника является сохранение природных комплексов приморской зоны Финского залива, естественных и длительно культивированных лесов различных таёжных типов, являющихся местом нереста рыб, гнездования птиц, а также мест лёжек балтийской нерпы. Кургальский полуостров также одна из самых восточных точек локализации балтийских дюнных ландшафтов.
Более 40% территории заказника находятся под действием строгого режима, запрещающего любую хозяйственную деятельность человека, оставшаяся часть доступна для посещения. В доступной части разрешено ведение различной деятельности: выпаса скота, сбора грибов и ягод, лов рыбы. Управление заказником осуществляет администрация заказника «Раковые озёра».

### Флора
Флора
750 видов высших растений и 110 видов мхов. 15 видов растений, произрастающих здесь, находятся на границе исчезновения. Здесь компактно произрастают несколько широколиственных пород деревьев — ясень, клён и два вида вяза; также Кургальский заказник — одно из самых северных мест дикого произрастания дубов. Отдельно выделяются зоны естественного распространения лип. Уникальны для Ленинградской области и остепнённые приморские луга Кургальского полуострова.

### Фауна
Фауна
На территории заказника обитают 250 видов птиц. К числу обитателей заказника относятся беркуты, сапсаны, чернозобые гагары, серые тюлени, кольчатые нерпы и другие животные. Вдобавок, через заказник проходят глобальные пути миграции птиц из Северной Сибири в Западную Европу и Африку, имеются места стоянок и зоны массового гнездования.

## История
Заказник образован постановлением Губернатора Ленинградской области от 20 июля 2000 года.
В 2018 году на территории заказника начались работы по прокладке магистрального газопровода в рамках проекта Северный поток — 2.